# Snøvs
Når en sæk er bundet til foroven, er det løse stykke over sækkebåndet en snøvs. Går snoren op, er sækken 'gået fra snøvsen'. Udtrykket bruges kun i overført betydning (se idiom) om en person, der mister besindelsen i f.eks. raseri eller sorg.